# Araucaria humboldtensis
Araucaria humboldtensis é uma espécie de conífera da Nova Caledónia.